# Eugenio Scarpellini
Eugenio Scarpellini (ur. 8 stycznia 1954 w Verdellino, zm. 15 lipca 2020 w El Alto) – duchowny rzymskokatolicki, w latach 2013–2020 biskup El Alto.

## Życiorys
Urodzony we Verdellino we Włoszech. W 1972 wstąpił do seminarium diecezji Bergamo i 17 czerwca 1978 przyjął święcenia kapłańskie. Przez dziesięć lat pracował jako wikariusz. W 1988 wyjechał do Boliwii i rozpoczął pracę w archidiecezji La Paz. Był m.in. ekonomem diecezjalnym, dyrektorem krajowym Papieskich Dzieł Misyjnych oraz pomocniczym sekretarzem boliwijskiej Konferencji Episkopatu.
15 lipca 2010 został prekonizowany biskupem pomocniczym El Alto ze stolicą tytularną Bida. Sakry biskupiej udzielił mu 9 września 2010 bp Jesús Juárez Párraga. 25 lipca 2013 otrzymał nominację na biskupa diecezjalnego El Alto.
W latach 2012–2015 pełnił funkcję sekretarza generalnego Konferencji Episkopatu Boliwii.
Zmarł na COVID-19 w wieku 66 lat.